# Исправљач
Исправљач је статички претварач електричне енергије наизменичне струје у електричну енергију једносмерне струје. Исправљач служи као једносмерни извор напајања који има задатак да генерише једносмерне константне напоне, чија вредност остаје у задатим границама при промени струје потрошача.
Једносмерни извори који се напајају из градске мреже наизменичног напона састоје се из трансформатора, усмеривачке диоде и мрежног филтра. Трансформатор, осим што служи за подешавање наизменичног напона на жељену вредност, омогућава галванско раздвајање кола једносмерне од наизменичне струје. Исправљени напон, који на излазу диодног кола има пулсирајући карактер усредњава се посредством мрежног филтра. Између излазних крајева филтра и потрошача често се умеће стабилизатор који има задатак да излазни напон учини независним од варијација наизменичног напона и потрошача.
При претварању наизменичног напона у једносмерни, наизменична струја трпи нелинеарна изобличења, фактор снаге се смањује јер се јавља реактивна снага. Облик наизменичне струје зависи од мрежног филтра. Са простим наизменичним филтром струја има импулсни облик, док је са Л филтром четвртастог облика. Стабилизатор напона се гради као систем са јаком повратном спрегом који се напаја из извора нестабилног напона, при чему се као улазни сигнал везује једносмерни напон велике стабилности.

## Основни склоп
У општем случају исправљач садржи:
1. мрежни трансформатор;
2. блок исправљачких елемената, диоде;
3. филтар, за изравнавање, „пеглање“, једносмерног напона;
4. и наравно прикључак за потрошач.

Улога мрежног трансформатора је да прилагоди напон мреже на потребан ниво једносмерног потрошача, али и да изврши галванско одвајање излазног једносмерног напона од мреже. Тип трансформатора се одређује на основу излазног напона и снаге која се кроз њега преноси.
Функција блока исправљачких елемената је претварање простопериодичног напона у једносмерни пулсирајући напон. Његов рад се заснива на исправљачком својству полупроводничких диода.
Филтри у исправљачима имају задатак да из једносмерног пулсирајућег напона издвоје константну компоненту средњу вредност. Улога филтара се може формално објаснити преко разлагања излазног сигнала са исправљачког блока у Фуријеов ред тако, да нископропусни филтар пропусти само константни члан. У физичком смислу се улога филтара може објаснити у смислу да је филтар састављен од акумулационих елемената који снабдевају потрошач енергијом када напон са исправљачког блока падне на малу вредност.
Напредније изведбе исправљача у себи могу имати и стабилизатор излазног напона или струје.

## Полуталасни исправљач
У полуталасном исправљању само се позитивна или само негативна полупериода наизменичног напона пропушта кроз исправљач, што зависи од поларизације диоде. Тиме се на излазу добија свака друга полупериода са нултом вредношћу између. Овакав тип исправљача се користи када се жели уштеда на материјалу. Мана му је што отежава филтрирање, па се стога примењује само за изузетно мале снаге потрошача, којима не смета таласаст напон.

## Исправљач са трансформатором са средњом тачком
Код овог исправљача на излазу се добијају обе полупериоде. Када је напон на секундару трансформатора позитиван, проводи диода D1, а диода D2 је инверзно поларисана и не проводи. Када је напон на секундару трансформатора негативан, проводи диода D2, док је диода D1 инверзно поларисана. Међутим, у случају негативне полупериоде, диода D2 је тако везана за потрошач, да ту полупериоду потрошач види као позитивну.
Диода, употребљена у овом исправљачу мора да има максималну номиналну струју већу од највеће очекиване струје потрошача. И пробојни напон већи од двоструке максималне амплитуде напона на секундару трансформатора. Први услов штити диоду од термичке деструкције, а други обезбеђује функционисање исправљача тако што диода остаје непроводна при инверзној поларизацији. Такође се мора користити трансформатор са два намотаја на секундару, што повећава цену исправљача.

## Исправљач са Грецовим спојем
И ово је пуноталасни исправљач. Код овог исправљача, у свакој полупериоди, увек проводе по две диоде.

Диода употребљена у Грецовом споју треба да има максималну номиналну струју већу од највеће очекиване струје потрошача и пробојни напон већи од максималне амплитуде напона на секундару трансформатора. У односу на претходни тип исправљача, Грецов спој има бројне предности јер користи трансформатор са двоструко мање навојака на секундару и диоде са двоструко мањим пробојним напоном. Мана је употреба четири диоде, не због утрошка материјала, већ због двоструко већег пада напона на диодама и веће дисипације снаге, односно загревања. То је поготову неповољно када се генеришу мали једносмерни напони, јер се коефицијент корисног дејства исправљача веома смањује.

## Фактор таласности
Описани исправљачи се не могу користити као батерије за напајање појачавача. Њихова наизменична компонента је сувише велика у односу на средњу вредност. Сличност између исправљача и батерије за напајање је мера квалитета исправљача. У те сврхе се као показатељ дефинише параметар познат по називу фактор таласности:
{\displaystyle \gamma ={\frac {V_{sr}}{V}}}
где је  средња вредност исправљеног напона, а V ефективна вредност наизменичне компоненте исправљеног напона. У случају једностраног исправљача средња вредност исправљеног напона на потрошачу:
{\displaystyle V_{sr}={\frac {1}{2\pi }}\int _{0}^{\pi }V_{sm}\sin(\omega t)d(\omega t)={\frac {V_{sm}}{\pi }}}
Ефективна вредност укупног напона:
{\displaystyle V_{peff}={\sqrt {{\frac {1}{2\pi }}\int _{0}^{\pi }V_{sm}^{2}\sin(\omega t)^{2}d(\omega t)}}={\frac {V_{sm}}{2}}}
Како је ефективна вредност наизменичне компоненте таласа:
{\displaystyle V_{peff}={\sqrt {V_{peff}^{2}-V_{sr}^{2}}}}
то је фактор таласности:
{\displaystyle \gamma ={\frac {V_{peff}}{V_{sr}}}}
У случају двостраног исправљача средња вредност исправљеног напона је два пута већа него код једностраног исправљача, тј.:
{\displaystyle V_{sr}={\frac {2V_{sm}}{\pi }}}
А ефективна вредност укупног напона:
{\displaystyle V_{peff}={\frac {V_{sm}}{\sqrt {2}}}}

## Филтри за исправљаче
Полуталасни и пуноталасни исправљачи су довољни за стварање једносмерне струје, али ни један ни други не испоручују потрошачу константну једносмерну струју. Да би се добила константа једносмерна струја на излазу мора се користити коло за пеглање напона. Најједноставнији облик тог кола јесте са кондензатором паралелно везаним са исправљачким блоком.
Док напон на излазу исправљача расте, он пуни кондензатор и истовремено испоручује струју оптерећењу. Након четвртине периоде, када напон исправљача достигне максималну вредност, кондензатор је напуњен до максималне вредности. Након овога напон на исправљачу почиње да опада. То изазива пражњење кондензатора кроз оптерећење. Ако је капацитивност кондензатора довољно велика, кондензатор ће се спорије празнити него што опада напон на исправљачу. Тако потрошач добија напајање са мањом „таласношћу“. Уколико је капацитивност кондензатора већа то ће таласање напона бити мање. Зато се у овим случајевима најчешће користе електролитски кондензатори.
Да би се још више смањила таласност напона, може се користити П филтар. Он се састоји од кондензатора и пригушнице.